# Рембо IV
Рембо IV (англ. Rambo — «Рембо») — американський фільм режисера Сільвестра Сталлоне,  четверта частина кіносеріалу про ветерана В'єтнамської війни Джона Рембо. Не рекомендується перегляд дітям і підліткам до 16 років.

## Сюжет
Минуло двадцять років з часів подій фільму Рембо III. Ветеран В'єтнамської війни Джон Рембо веде усамітнений спосіб життя на околиці Бангкока. Втомившись від боротьби та кровопролиття, він оселився в невеликому будинку біля річки і проводить дні, ремонтуючи старі човни та катери.
Звичний уклад життя головного героя порушує група християнських місіонерів, які знають Рембо як єдину людину, що може перевезти їх через річку Салуїн, для виконання їхньої місії, допомоги гнобленому народові карен. Місіонери збираються принести їм медикаменти та їжу, але Рембо відмовляється перевозити їх мотивуючи свої дії тим, що вони не зможуть що-небудь змінити у війні проти бірманських бойовиків, не використовуючи зброю. Лише після вмовлянь місіонерки Сари Міллер Джон Рембо погоджується допомогти.
Через десять днів, переправивши місіонерів через річку та повернувшись додому, Джон дізнається від пастора Артура Марша, що місіонери не повернулись у призначений час та, можливо, потрапили в полон до бойовиків. Рембо переправляє через річку групу найманців розшукувати зниклих. Прибувши до поселення народу карен найманці бачать, що його мешканці піддалися жорстокому нападу зі боку бойовиків, а ті хто вижив потрапили в полон до бірманських бойовиків.
Вже разом із Джоном Рембо група найманців вирушає визволяти полонених на базу бойовиків. Непомітно звільнивши полонених уночі, команда розділяється на дві частини. В одну потрапляє Джон Рембо, Сара Міллер та найманець на прізвисько Школяр, а в другу — інші полонені та чотири найманці.
Зранку бойовики виявляють зникнення бранців і вирушають в гонитву за втікачами. Через деякий час другу групу захоплюють бойовики, але завдяки злагодженим діям Рембо, Школяра та незабаром прибулих озброєних повстанців місіонери й найманці виявляються врятовані.
Прислухавшись до зауваження Сари Міллер, Джон Рембо вирішує дізнатися, що сталося за час його відсутності в США та повертається додому до батька.

## Цікаві факти
- Кількість вбитих за час фільму — 236 чоловік — більше, ніж в трьох попередніх фільмах про Рембо, разом узятих. В середньому відбувається 2,59 вбивства на хвилину.
- Спочатку роль полковника Траутмена повинен був грати Джеймс Бролін, але у результаті роль прибрали з сценарію.
- У фільмі під час спогадів Рембо можна побачити фрагмент альтернативної кінцівки першого фільму про Рембо — "Перша кров", в якій Рембо гине, спровокувавши Траутмена вбити його.
- Перший фільм із серії, в якому Рембо користується пістолетом і він протягом усього часу на екрані знаходиться у футболці. Річ в тому,що Сталлоне зробив собі татуювання на передпліччі.
- Перший фільм із серії, знятий Сильвестром Сталлоне.
- Знімальний період : 23 лютого — 4 травня 2007 року.
- Перший фільм із серії, в якому Рембо працює з командою, в трьох попередніх фільмах він наодинці розправлявся зі своїми ворогами.
- Перший фільм із серії, в якому відсутній вертоліт та знайомий нам по трьох попередніх серіях — полковник Траутмен. Річард Кренна, який знімався в ролі полковника, помер за 4 роки до початку зйомок.

## В ролях
- Сільвестр Сталлоне — Джон Рембо
- Джулі Бенц — Сара Міллер
- Пол Шульце — Майкл Бернетт
- Меттью Мерсден — Школяр
- Грем МакТавіш — Льюїс
- Джейк Ла Боц — Різ
- Кен Ховард — Артур Марш